# Philip Fox
Philip Fox – australijski zapaśnik walczący w stylu wolnym. Zajął 21. miejsce na mistrzostwach świata w 1991. Złoty medalista mistrzostw Oceanii w 1988, 1990 i 1992 roku.